# Garfield Anselm
Garfield Anselm (né le 7 juin 1966 à Benicoa en Dominique) est un athlète français, spécialiste du triple saut.

## Biographie
Licencié au club de Neuilly-Plaisance Sports, il est sacré champion de France en salle du triple saut en 1991.
Médaillé de bronze aux Jeux de la Francophonie 1994, il se classe 8e des championnats du monde en salle de 1995 à Barcelone.
Son record personnel au triple saut est de 16,93 mètres (1994).
Son meilleur saut en salle est mesuré à 16,86 mètres au stade de Liévin, le 26 février 1995 [2].